# Svitlana Serbina
Svitlana Volodymyrivna Serbina (in ucraino Світлана Володимирівна Сербіна?; Zaporižžja, 2 maggio 1980) è una tuffatrice ucraina.
È stata campionessa del mondo nella piattaforma 10 metri sincro ai campionati mondiali di nuoto di Perth 1998 assieme alla compagna di nazionale Olena Župina. 
Ha rappresentato l'Ucraina nel concorso della piattaforma 10 metri ai Giochi olimpici di Atlanta 1996, dove ha concluso con il quattordicesimo posto, e di Sydney 2000, eliminata nel turno preliminare con il trentaduesimo piazzamento.

## Palmarès
- Mondiali di nuoto

Perth 1998: oro nella piattaforma 10 m sincro
- Europei di nuoto

Siviglia 1997: bronzo nella piattaforma 10 m
- Europei giovanili di nuoto

Pardubice 1994: bronzo nel trampolino 3 m Ragazze - categoria "B"
Ginevra 1995: bronzo nel trampolino 1 m Ragazze - categoria "B"
Edimburgo 1997: argento nella piattaforma 10 m Donne - categoria "A"
Brasschaat 1998: oro nella piattaforma 10 m Donne - categoria "A"